# Cerro Steffen
Steffen es una montaña situada en América del Sur, en el sur de la cordillera de los Andes en el lado occidental del lago O´Higgins dentro de la comuna O'Higgins, ubicada en la Provincia Capitán Prat, la cual a su vez forma parte de la XI Región de Aysén del General Carlos Ibáñez del Campo de  Chile. Tiene una altitud de unos 3.056 m s. n. m.
- Datos: Q5064987